# Szencsaj Szinpimuajthai
Szencsaj Szinpimuajthai (thaiul แสนชัย ซินบีมวยไทย, nemzetközi átírással Saenchai Sinbimuaythai, korábbi nevén Saenchai Sor. Kingstar, születési nevén Szupcsaj Szenpong; Mahaszarakham, Thaiföld, 1980. június 30.) thai nemzetiségű thai bokszoló.

## Élete és pályafutása
Szupcsaj Szenpong Thaiföldön született, nyolcévesen kezdett el thai boksszal foglalkozni, általános iskolai tanára biztatására, miután megnyert egy iskolai bokszviadalt. Később a Szomrak Khamszing tulajdonában lévő edzőteremhez szerződött. Khamszing vezetése alatt többször is Lumpini-bajnok lett, 1999-ben pedig az év thai bokszolójának választották. Khamszinggal való nézeteltérését követően a Kingstar Gymhez szerződött, majd később a Sinbi Muay Thai Gymhez.
Nős, egy fiú édesapja.